# Valliquerville
Valliquerville – miejscowość i gmina we Francji, w regionie Normandia, w departamencie Sekwana Nadmorska.
Według danych na rok 1990 gminę zamieszkiwało 1125 osób, a gęstość zaludnienia wynosiła 84 osoby/km² (wśród 1421 gmin Górnej Normandii Valliquerville plasuje się na 199. miejscu pod względem liczby ludności, natomiast pod względem powierzchni na miejscu 192.).